# Самойленко В'ячеслав Юрійович
Самойленко В'ячеслав Юрійович (нар. 8 вересня 1992 року, Кіровоград, Україна) — український футболіст, півзахисник.

## Життєпис

### Юнацькі роки
Самойленко В'ячеслав Юрійович народився 8 вересня 1992 року у Кіровограді. Розпочав займатися футболом у місцевій ДЮСШ-2. Першим тренером став Дяденко Віталій Григорович; також Станіслав грав під керівництвом Донченка Д. М., Іщенка В. А., Квасова В. Г., Іщенка Г. П. У березні 2007 року вступив до Харківського училища фізичної культури, де під керівництвом заслуженого тренера України Олександра Костянтиновича Кривчикова продовжив навчання. У складі команди «УФК» (Харків) грав у вищій лізі чемпіонату ДЮФЛ України, посів четверте місце. В останньому сезоні за училище провів 16 матчів, забивши вісім голів. Після закінчення училища в 2009 році брав участь у чемпіонаті Харківської області, виступаючи за команду «Геліос-2».

### Клубна кар'єра
Навесні повернувся до Кіровограда і підписав свій перший професійний контракт з рідною «Зіркою». У 2013 році виступав у «Кримтеплиці». У квітні 2015 року перейшов до чернівецької «Буковини». За чернівецьку команду відіграв всім ігор. 11 серпня 2015 року стало відомо що ексфорвард «Буковини» перебуває у розташуванні ізраїльської команди «Хапоель (Єрусалим)». 25 серпня 2015 року підписав контракт з цією командою, у якій грав до лютого 2016 року.